# Монте Изола
Мо̀нте Ѝзола (на италиански: Monte Isola, на източноломбардски: Montìsola, Монтизола) е езерен остров и община в Северна Италия, провинция Бреша, регион Ломбардия. Разположен е в езерото Изео. Населението на общината е 1806 души (към 2012 г.).
Административен център на общината е село Сивиано (Siviano).